# Србија на Европском првенству у пливању у малим базенима 2013.
Србија је учествовала на 21. Европском првенству у пливању у малим базеним 2013. одржано је у Хернингу у Данској од 12. до 15. децембра 2013. Ово било осмо Европско првенство у пливању у малим базенима од 2006. године од када Србија учествује самостално под овим именом.
Репрезентацију Србије на Европском првенству чинило је 13 такмичара 9 мушкараца и 4 жене. Стручни део тима чинили су тренер Бранислав Ивковић, тренери Игор Беретић, Себастијан Хигл и Крис Тајди, физиотерапеути Марко Буквић и Милош Цветановић, као и шеф мисије Милена Нешковић административни директор Пливачког савеза Србије.
Србија је освојила укупно 2 медаље: једну златну и једну бронзану, поделивши 16. место у укупном поретку. У мушкој конкуренцији Србија је делила 6. место. 
Постигнута су 3 национална рекорда и 12 пута су оборени лични рекорди.
Науспешнији такмичар био је Велимир Стјепановић. Постао је првак Европе, освојио две медаље, поставио три национална рекорда, постигао шети резултат по вредности у мушкој конкуренцији на ЕП и као награду добио 1.500 € и освојио посебну награду од 1.500 € као највећа нова нада европског пливања у мушкој конкуренцији по избору новинара. 
|   |   |   |   |
| 1 | 0 | 1 | 2 |

## Учесници
| Мушкарци: - Велимир Стјепановић — 200 и 400 м слоб., 200 м делфин, 4 х 50 м слоб. - Иван Ленђер — 50, 100 и 200 делфин, 4 х 50 м слоб, 4 х 50 м меш. - Силађи Чаба — 50, 100 и 200 м прсно, 4 х 50 м меш - Богдан Кнежевић — 200 и 400 м меш, 200 м делфин - Сиљевски Радован — 50 и 100 м слоб, 50 м делфин, 4 х 50 м слоб, МЖШ, 4 х 50 м слоб, 4 х 50 м мешовито - Борис Стојановић — 100 м меш. и 50 м слоб, 4 х 50 м слоб. МЖШ, 4 х 50 м слоб., 4 х 50 м мешовито - Стефан Шорак — 200 и 400 м слободно - Игор Терзић — 200 м мешовито и 200 м прсно, 4 х 50 м мешовито МЖШ - Вук Челић — 200 м леђно и 1.500 м слободно, 4 х 50 м мешовито МЖШ | Жене: - Мирослава Најдановски — 50 и 100 м слоб, 4 х 50 м меш, 4 х 50 м слободно МЖШ - Катарина Чордаш Дрганов — 50 и 100 м леђно, 100 м мешовито, 4 х 50 м мешовито - Јована Богдановић — 50 и 200 м прсно, 4 х 50 м мешовито, 4 х 50 м мешовито МЖШ - Ребека Репман — 50 и 100 м слоб, 4 х 50 м меш, 4 х 50 м меш. МЖШ, 4 х 50 м слоб. МЖШ |  |

## Освајачи медаља

### Злато
- Велимир Стјепановић — 200 метара делфин

### Бронза
- Велимир Стјепановић — 400 метара слободно

## Резултати

### Мушкарци
| Пливач                                                           | Дисциплина        | Лични рекорд | Квалификације | Квалификације | Полуфинале        | Полуфинале       | Финале           | Финале         |
| Пливач                                                           | Дисциплина        | Лични рекорд | Рез.          | Плас.         | Рез.              | Плас.            | Рез.             | Плас.          |
| ---------------------------------------------------------------- | ----------------- | ------------ | ------------- | ------------- | ----------------- | ---------------- | ---------------- | -------------- |
| Радован Сиљевски                                                 | 50 м слободно     | 21,54        | 22,06         | 4. у гр.4 кв  | 22,31             | 10. у гр. 2      | Није се пласирао | 20 / 60        |
| Борис Стојановић                                                 | 50 м слободно     | 22,07        | 22,16         | 1. у гр. 3 кв | 22,22             | 10. у гр 1       | Није се пласирао | 19 /60         |
| Радован Сиљевски                                                 | 100 м слободно    | 48,05        | 48,82         | 9. у гр.6 кв  | Није се пласирао  | Није се пласирао | Није се пласирао | 28 / 62        |
| Велимир Стјепановић                                              | 200 м слободно    | 1:45,60      | 1:44,98 ЛР    | 4. у гр. 7 кв |                   |                  | 1:44,02 ЛР НР    | 5 / 81 (83)    |
| Стефан Шорак                                                     | 200 м слободно    | 1:46,47      | 1:47,63       | 7. у гр. 7    | Није се пласирао  | Није се пласирао | Није се пласирао | 36 / 81 (83)   |
| Велимир Стјепановић                                              | 400 м слободно    | 3:52,32      | 3:43,98 ЛР    | 2. у гр. 2 кв |                   |                  | 3:40,91 ЛР НР    |                |
| Стефан Шорак                                                     | 400 м слободно    | 3:44,76      | 3:43,73 ЛР    | 1. у гр. 5 кв |                   |                  | 3:43,50 ЛР       | 8 / 62         |
| Вук Челић                                                        | 1.500 м слободно  | 15:14,34     | 15:17,36      | 7. у гр. 2    |                   |                  | Није се пласирао | 26 / 38 (39)   |
| Вук Челић                                                        | 200 м леђно       | 1:57,43      | 1:58.70       | 8. у гр. 4    |                   |                  | Није се пласирао | 24 / 34        |
| Чаба Силађи                                                      | 50 м прсно        | 26,92        | 26,77 ЛР      | 2. у гр.5 кв  | 26,81             | 2. у гр. 2       | 26,69 ЛР         | 6 / 54         |
| Чаба Силађи                                                      | 100 м прсно       | 58,76        | 59,05         | 5. у гр.5 кв  | 58,77             | 7. у пф 2        | Није се пласирао | 14 / 58 (60)   |
| Чаба Силађи                                                      | 200 м прсно       | 2:09,91      | 2:13,70       | 10. у гр.4    |                   |                  | Није се пласирао | 40 / / 47 (48) |
| Игор Терзић                                                      | 200 м прсно       | 2:11,70      | 2:14,95       | 9. у гр.2     |                   |                  | Није се пласирао | 45 / 47 (48)   |
| Иван Ленђер                                                      | 50 м делфин       | 23,32        | 23,68         | 7. у гр. 6    | Није се пласирао  | Није се пласирао | Није се пласирао | 24 / 58 (60)   |
| Иван Ленђер                                                      | Радован Сиљевски  | 23,35        | 23,47         | 5. у гр. 4 кв | 23,49             | 6 у пф 1         | Није се пласирао | =14 / 58 (60)  |
| Иван Ленђер                                                      | 100 м делфин      | 51,21        | 51,91         | 6. у гр.3 кв  | 51.31             | 6. у пф 2        | Није се пласирао | 11 / 58 (60)   |
| Иван Ленђер                                                      | 200 м делфин      | 1:57,98      | 1:59,10       | 8. у гр.2     |                   |                  | Није се пласирао | 27 / 33 (35)   |
| Велимир Стјепановић                                              | 200 м делфин      | 1:52,09      | 1:53,52 '     | 2. у гр. 3    | 1:51,27 ЛР НР     |                  |                  |                |
| Богдан Кнежевић                                                  | 200 м делфин      | 1:58,54      | 1:58,63       | 8. у гр. 4    | Није се пласирао  | 24 / 33 (35)     |                  |                |
| Богдан Кнежевић                                                  | 200 м мешовито    | 1:58,19      | 1:59,95 ЛР    | 9. у гр. 4    |                   |                  | Није се пласирао | 24 / 39 (40)   |
| Игор Терзић                                                      | 200 м мешовито    | 2:06,90      | 2:05,68 ЛР    | 10. у гр. 1   | Није се пласирао  | 39 / 39 (40)     |                  |                |
| Борис Стојановић                                                 | 400 м мешовито    | 4:14,56      | 4:14,70       | 3. у гр. 2    | Није се пласирао  | 19 / 32 (34)     |                  |                |
| Богдан Кнежевић Радован Сиљевски Велимир Стјепановић Иван Ленђер | 4 х 50 м слободно | -            | 1:28,38       | 5. у гр. 2    | Нису се пласирали | 12 / 16 (17)     |                  |                |
| Иван Ленђер Чаба Силађи Радован Сиљевски Борис Стојановић        | 4 х 50 м мешовито | -            | 1:35,74       | 3. у гр. 1    | 1:35,58           | 6 / 16 (18)      |                  |                |

### Жене
| Пливачица                                                                     | Дисциплина        | Лични рекорд | Квалификације | Квалификације | Полуфинале        | Полуфинале        | Финале            | Финале       |
| Пливачица                                                                     | Дисциплина        | Лични рекорд | Рез.          | Плас.         | Рез.              | Плас.             | Рез.              | Плас.        |
| ----------------------------------------------------------------------------- | ----------------- | ------------ | ------------- | ------------- | ----------------- | ----------------- | ----------------- | ------------ |
| Мирослава Најдановски                                                         | 50 м слободно     | 24,77        | 25,32         | 8. у гр. 5    | Није се пласирала | Није се пласирала | Није се пласирала | 31 / 58 (60) |
| Ребека Репман                                                                 | 50 м слободно     | 25,80        | 26,20         | 9. у гр. 2    | Није се пласирала | Није се пласирала | Није се пласирала | 51 / 58 (60) |
| Мирослава Најдановски                                                         | 100 м слободно    | 54,48        | 54,66         | 8. у гр. 4    | Није се пласирала | Није се пласирала | Није се пласирала | 22 / 55      |
| Ребека Репман                                                                 | 100 м слободно    | 56,51        | 57,08         | 8. у гр. 2    | Није се пласирала | Није се пласирала | Није се пласирала | 58 / 55      |
| Катарина Чордаш Дрганов                                                       | 50 м леђно        | 28,70        | 30,22         | 8. у гр. 2    | Није се пласирала | Није се пласирала | Није се пласирала | 41 / 42      |
| Катарина Чордаш Дрганов                                                       | 100 м леђно       | 1:02,36      | 1:05,30       | 10 у гр. 2    | Није се пласирала | Није се пласирала | Није се пласирала | 34 / 35      |
| Јована Богдановић                                                             | 50 м прсно        | 28,70        | 32,73         | 3. у гр. 1    | Није се пласирала | Није се пласирала | Није се пласирала | 51 / 53 (54) |
| Јована Богдановић                                                             | 200 м прсно       | 2:29,09      | 2:28,05 ЛР    | 4. у гр. 2    |                   |                   | Није се пласирала | 30 / 41      |
| Катарина Чордаш Дрганов                                                       | 100 м мешовито    | 1:03,66      | 1:06,51       | 9. у гр. 2    | Није се пласирала | Није се пласирала | Није се пласирала | 23 / 38 (40) |
| Катарина Чордаш Дрганов Јована Богдановић Ребека Репман Мирослава Најдановски | 4 х 50 м мешовито | -            | 1:57,09       | 7. у гр. 1    | Нису се пласирали | 15 / 18           |                   |              |

## Мешовите штафете
| Пливачица                                                             | Дисциплина        | Лични рекорд | Квалификације | Квалификације | Финале            | Финале       |
| Пливачица                                                             | Дисциплина        | Лични рекорд | Рез.          | Плас.         | Рез.              | Плас.        |
| --------------------------------------------------------------------- | ----------------- | ------------ | ------------- | ------------- | ----------------- | ------------ |
| Ребека Репман Радован Сиљевски Борис Стојановић Мирослава Најдановски | 4 х 50 м слободно | -            | 1:34,13       | 6. у гр. 1    | 1:33,62           | 8 / 13 (15)  |
| Вук Челић Иван Терзић Катарина Чордаш Дрганов Ребека Репман           | 4 х 50 м мешовито | -            | 1:51,76       | 6. у гр. 1    | Нису се пласирали | 19 / 19 (22) |